# Кнышев, Никита Иванович
Ники́та Ива́нович Кны́шев (род. 2 октября 2003, Анапа, Краснодарский край) — российский футболист, полузащитник белорусского клуба «Ислочь».

## Биография
Родился в Анапе.
Воспитанник академии «Краснодара». В начале 2018 года перешёл в анапскую ДЮСШ № 1.
В апреле 2018 года присоединился к любительскому клубу «Анапа».
В марте 2019 года пополнил состав краснодарской «Академии футбола». 18 февраля 2021 года перешёл в «Мастер-Сатурн».
13 июля 2023 года подписал контракт с клубом «Леон Сатурн». 22 июля 2023 года в матче Второй лиги (дивизион «Б») против «Коломны» дебютировал в профессиональном футболе.
28 декабря 2023 года продлил контракт с командой. В сезоне 2024 стал бронзовым призёром Второй лиги (дивизион «Б», группа 2).
27 января 2025 года на правах свободного агента присоединился к белорусскому клубу «Ислочь». 5 марта 2025 года в матче Кубка Беларуси против гродненского «Немана» дебютировал в составе клуба. 14 марта 2025 года сыграл дебютный матч в чемпионате Беларуси против «Славии-Мозырь».

## Статистика выступлений
| Выступление      | Выступление       | Выступление      | Лига | Лига | Кубки | Кубки | Итого | Итого |
| Клуб             | Лига              | Сезон            | Игры | Голы | Игры  | Голы  | Игры  | Голы  |
| ---------------- | ----------------- | ---------------- | ---- | ---- | ----- | ----- | ----- | ----- |
| Леон Сатурн      | Вторая лига («Б») | 2023             | 14   | 0    | 3     | 0     | 17    | 0     |
| Леон Сатурн      | Вторая лига («Б») | 2024             | 17   | 2    | 0     | 0     | 17    | 2     |
| Леон Сатурн      | Итого             | Итого            | 31   | 2    | 3     | 0     | 34    | 2     |
| Ислочь           | Высшая лига       | 2025             | 12   | 1    | 2     | 0     | 14    | 1     |
| Ислочь           | Итого             | Итого            | 12   | 1    | 2     | 0     | 14    | 1     |
| Всего за карьеру | Всего за карьеру  | Всего за карьеру | 43   | 3    | 5     | 0     | 48    | 3     |

## Достижения
«Леон Сатурн»
- Бронзовый призёр Второй лиги (дивизион «Б», группа 2): 2024